# Геология нефти и газа (журнал)
Геология нефти и газа — научно-технический журнал, публикующий статьи по проблемам нефтегазовой отрасли. Основан в 1957 году (был выделен из журнала Нефтяное хозяйство) Министерством геологии СССР; соучредители: Министерство природных ресурсов РФ, Минтопэнерго РФ, ОАО «Газпром», ВНИГНИ. Включен в список ВАК, в РИНЦ (импакт-фактор РИНЦ в 2009 году составил 0,4).
До 1959 года назывался «Геология нефти». Главные редакторы: Максимов Степан Павлович (1957—1987), Ф. К. Салманов, Клещев Константин Александрович, Варламов Алексей Иванович.

## Рубрики журнала
- проблемы нефтегазовой геологии
- геологическое строение нефтяных и газовых месторождений
- перспективы нефтегазоносности и обоснование направлений геолого-разведочных работ (ГГР)
- формирование и размещение залежей нефти и газа
- коллекторы нефти и газа
- геофизические исследования
- геохимические исследования
- подсчет запасов

## Критика
В конце 1960-х отмечалась постоянная критика неорганической теории происхождения нефти авторами журнала.